# Aleksandar Deroko

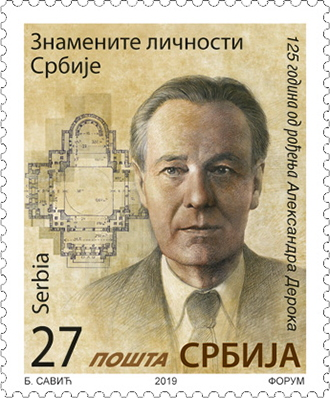
Briefmarke der Pošta Srbije zu Ehren Derokos mit Grundriss Dom des Heiligen Sava, 2019

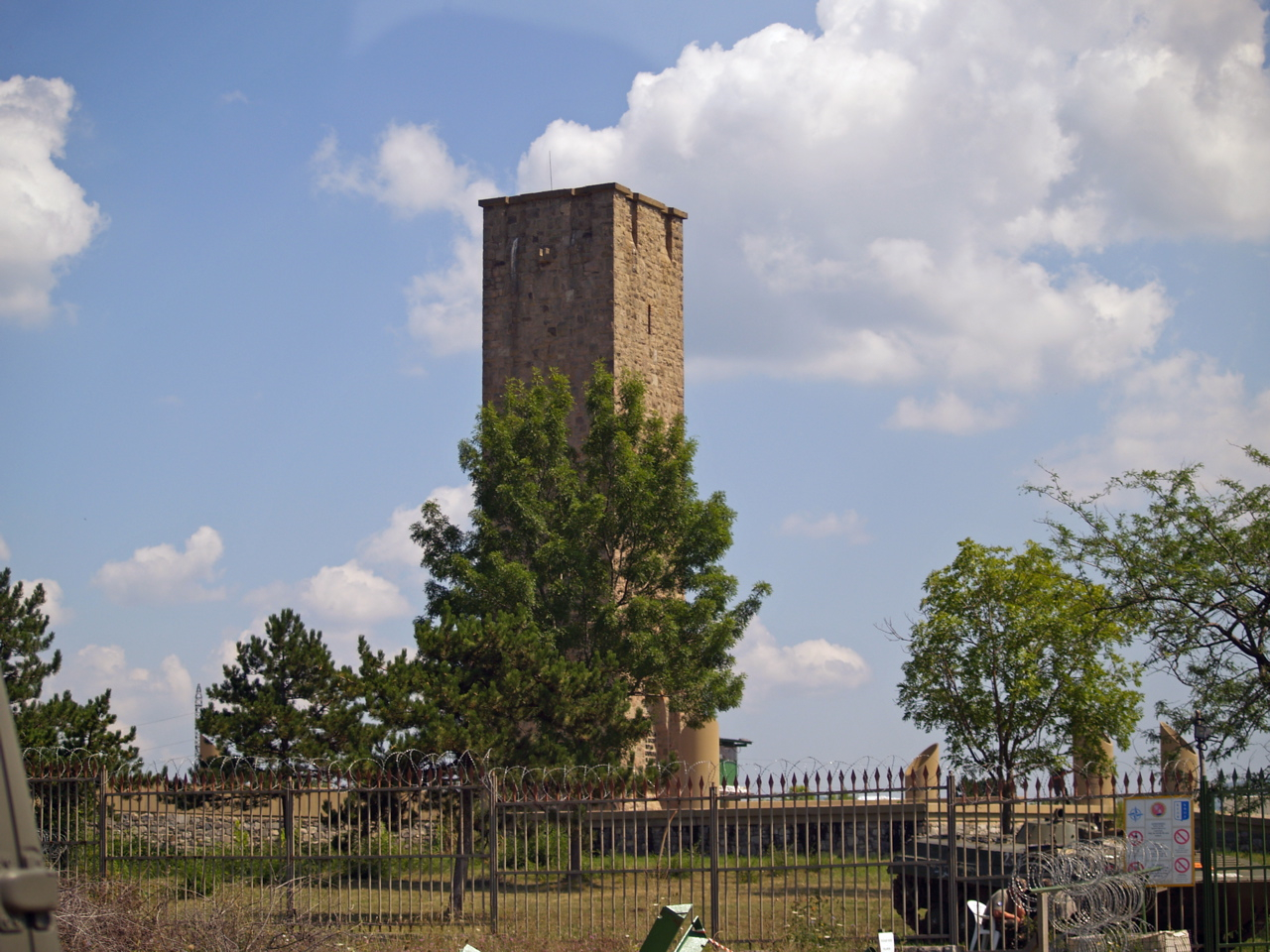
Deroko entwarf für das Gazimestan-Denkmal zur Erinnerung an die Amselfeldschlacht einen Turm in Form eines mittelalterlichen Donjons, 1953

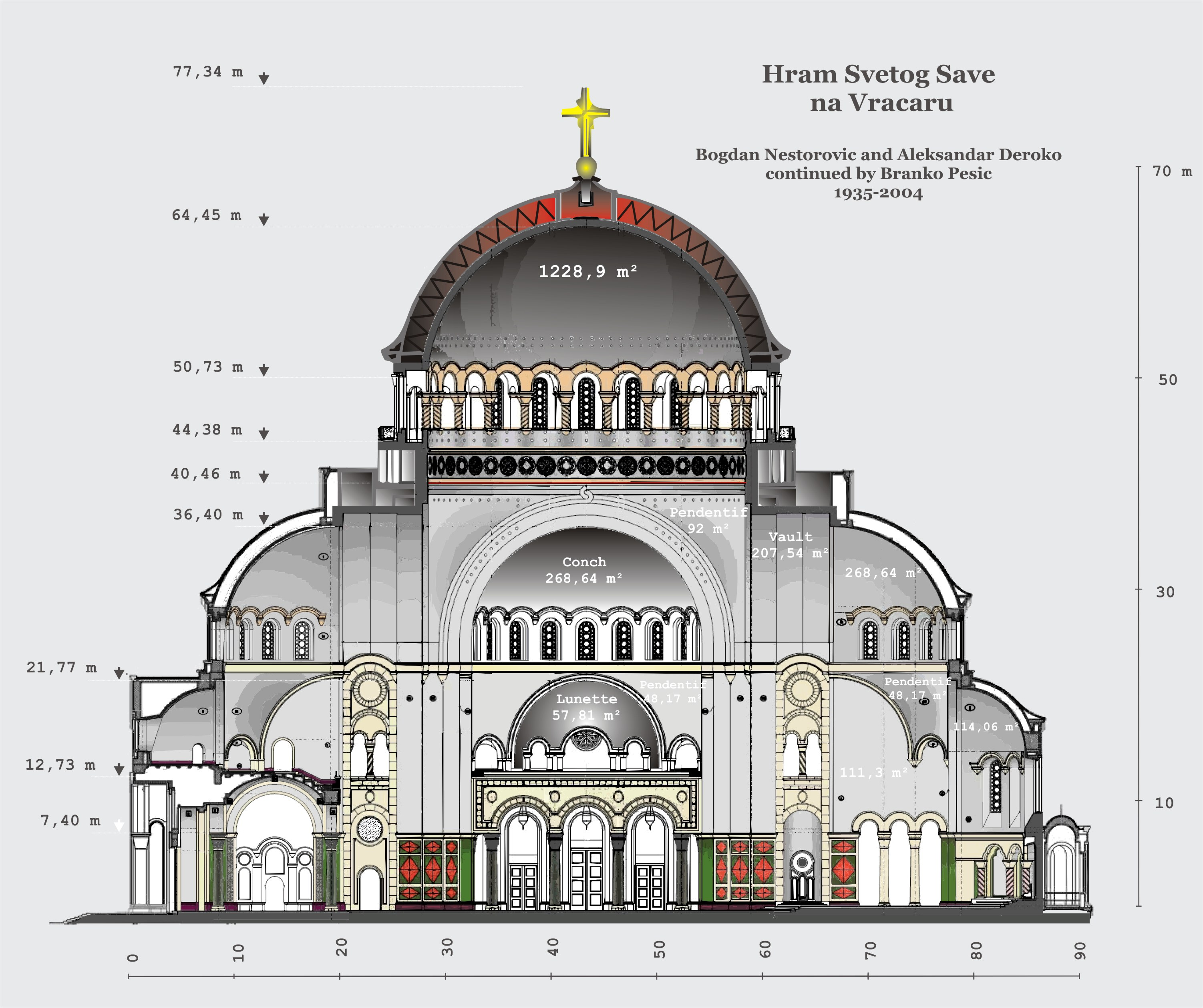
Für die Innendekoration im Dom des Heiligen Sava zeichnete Deroko verantwortlich. 1935–2018

Aleksandar Deroko (serbisch: Александар Дероко; * 4. September 1894 in Belgrad; † 30. November 1988 ebenda) war einer der einflussreichsten serbischen und jugoslawischen Kunstwissenschaftler, Architekten, Illustratoren und Autor.
In seiner Jugend war er zudem einer der ersten Piloten Serbiens und war im Ersten Weltkrieg einer der 1300 sogenannten Korporalen, einer Jugendbrigade die höheren Offizierskader entstammte und während der entscheidenden Stunden und Tage in der Schlacht an der Kolubara als letzte verfügbare Reserve der Serbischen Armee unmittelbar zur Front geschickt wurde.
Er war Professor an der Belgrader Universität und ab 1958 ständiges Mitglied der Serbischen Akademie der Wissenschaften und Künste. Fundamental waren die Arbeiten Derokos zur Volksarchitektur Jugoslawiens und den mittelalterlichen Baudenkmälern Serbiens, Montenegros, Bosnien und der Herzegowinas sowie Makedoniens. Als Architekt zählte er zu den bedeutendsten serbischen Vertretern der Neobyzantinischen Architektur dessen Hauptwerk in der Co-Autorschaft für den Dom des Heiligen Sava in Belgrad als einem der größten Orthodoxen Gotteshäusern der Welt liegt.

## Leben
Deroko wurde am 4. (16.) September 1894 in Belgrad geboren.
Derokos Urgroßvater mit Namen Marco de Rocco lebte um die Mitte des 19. Jahrhunderts in Dubrovnik. Er stammte von einer Venezianischen Familie ab, die nach Dubrovnik übersiedelt war und dort eine lokale Einheimische geheiratet hatte. Sein Großvater Jovan wurde in Belgrad Kunstlehrer (Lehrer für Zeichnen und Schönschrift). Jovan heiratete Katarina Vuković, eine Serbin aus Wien. Katarina und Jovan hatten zusammen fünf Kinder. Einer davon war Evžen Deroko (1860–1944), Aleksanders Vater. Er war Direktor des bekannten Reiseunternehmens „Putnik“, stellvertretender des Direktors der Staatseisenbahnen und Vorstand des Verkehrsministeriums.
Seine Mutter, Anđi, geborene Mihajlović aus Mokrina, war aus dem Banat. Er hatte eine Schwester Natalija (geboren 1890), die 1915, nachdem sie geheiratet hatte, in die USA auswanderte, und einen Bruder Jovan (geboren 1895), der ebenfalls 1920 nach Amerika übersiedelte. Mütterlicherseits war sein Onkel Jovan Djordjevic, der Gründer des Nationaltheaters von Novi Sad. Familiär verwandt war er zudem mit dem serbischen Autor Stevan Sremac.
In seiner Jugendzeit lebte seine Familie im Haus seines Großonkel in der Knez Mihailova ulica der Hauptstraße Belgrads. Seine Schulleistungen beschrieb Deroko als dürftig, lieber verbrachte er seine Zeit auf Booten auf der Save. Er besuchte ab 1901 die Grundschule bei der Belgrader Kathedrale. Das Große Matura schloss er 1913 ab. Vor dem Ersten Weltkrieg schrieb er sich an der Technischen Fakultät der Universität von Belgrad ein. Er wollte eigentlich Luftingenieur im Flugzeugbau werden.

### Erster Weltkrieg
Zu Beginn des Weltkrieges meldete sich Deroko als Freiwilliger zur Artillerie, wurde jedoch nach Skopje in das Bataillon der 1300 Korporale geschickt, wo er zum Hauptmann ernannt wurde. Aufgrund einer Dysenterie-Epidemie wurde er nach Hause geschickt. Nachdem er wieder in seine Kaserne zurückkam waren alle Offiziere seines Jahrgangs auf den Schlachtfeldern auf dem Suvobor. Da er schon vor dem Krieg zu den Pionieren der Luftfahrt in Serbiens zählte, der mit seinem Bruder Jovan auf dem Košutnjak eigene Flugzeugkonstruktionen ausprobierte, wurde er mit fünf anderen zur Pilotenausbildung und dem Aufbau der Serbischen Luftstreitkräfte abgezogen. 1915 wurde er zu Trainingszwecken nach Frankreich geschickt und entkam so der Agonie der Serbischen Armee auf ihrem Rückzug während des Serbienfeldzuges der Mittelmächte zwischen September und Dezember 1915. Seine Prüfung zum Piloten schloss er am 7. November 1915 in Frankreich ab und war dadurch einer der ersten Piloten Serbiens. 1978 erhielt er vom Französischen Konsul die Flieger-Auszeichnung „Vieilles tuges“. Sein Squadron wurde zum Auffüllen der Mannstärke zur Salonikifront nach Griechenland beordert, wo er bis zum Ende des Krieges und der Befreiung Serbiens kämpfte. Noch kurz vor Kriegsende erkrankte er an Tuberkulose und verbrachte 18 Monate in einem Sanatorium im Wienerwald.
Für seine Verdienste im Ersten Weltkrieg erhielt Deroko die Auszeichnung der Albanischen Medaille 1915–16 und war ein Mitglied im Verband der 1300 Korporale.

### Professioneller Werdegang

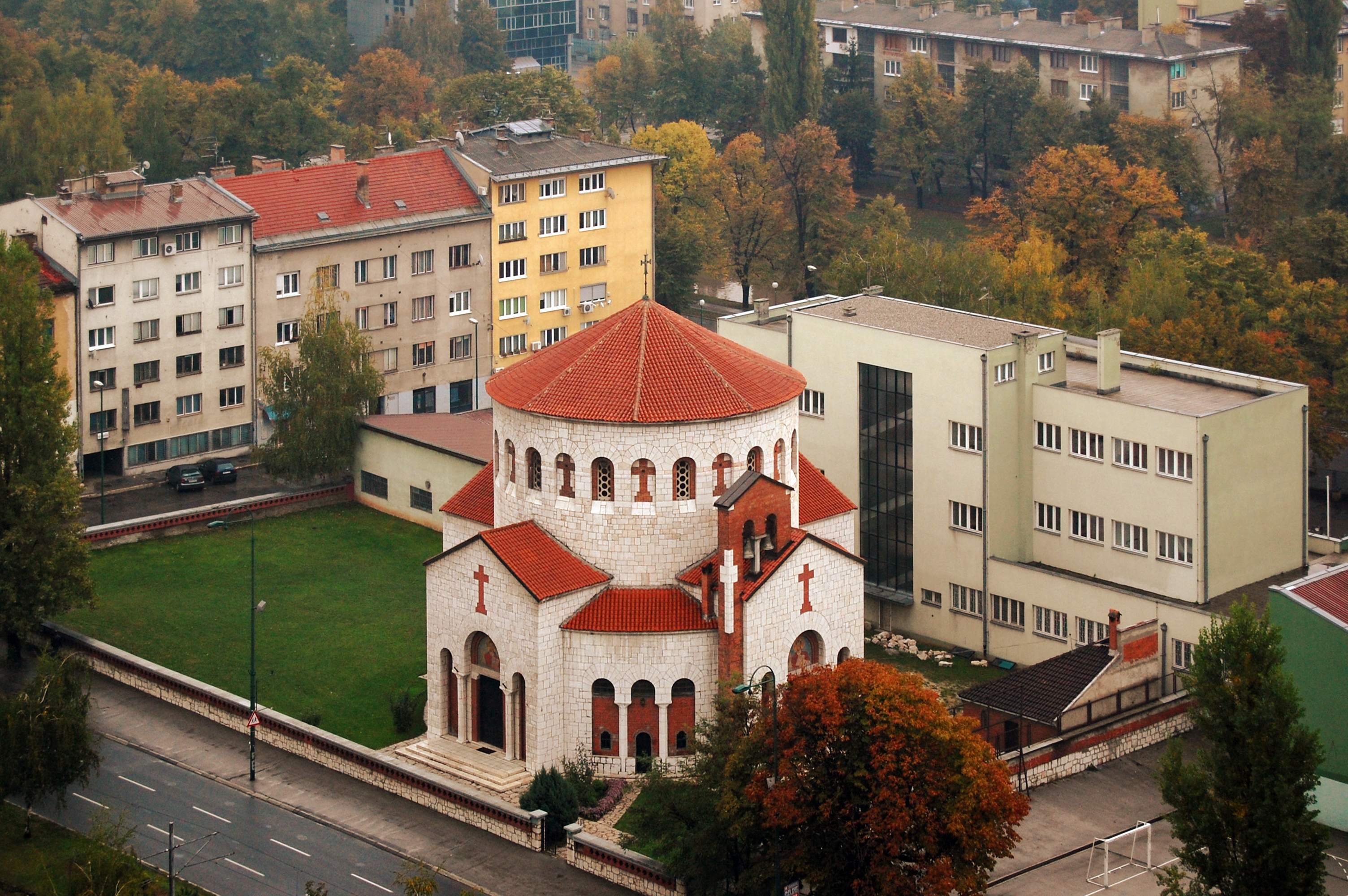
Kirche der heiligen Verklärung, Sarajewo, 1940

Deroko studierte zuerst an der Königlichen Schule für Ingenieure in Rom, danach zwei Semester in Prag sowie in Brno. Er graduierte 1926 im Fach Architektur in Belgrad. Er wurde sofort als Assistent an die Architektonische Fakultät Belgrad übernommen, wo er sein ganzes Berufsleben über alle akademischen Grade hindurch blieb. Er unterrichtete die Fächer Volksarchitektur und Architektur der Antike. Er war Chef des Katheders für die Geschichte der Architektur und Kunst und im Ausschuss der Belgrader Universität. 1948 wurde er zum ordentlichen Professor der Philosophischen Fakultät im Fach Geschichte der mittelalterlichen serbischen Architektur ernannt. 1950 wurde er zum Dekan der Architektonischen Fakultät Belgrads ernannt. 1964 wurde er pensioniert.
Er war 1930 bis 1933 Mitglied der Wissenschaftlichen Vereinigung Skopjes und des Historischen Vereins in Novi Sad.
1955 wurde er zum korrespondierenden, 1961 zum ständigen Mitglied der SANU. 1965 erhielt er die Auszeichnung des 7. Julis sowie den Orden mit Rotem Band, 1978 den Orden der Republik mit goldenen Kranz. Ebenfalls erhielt er die Plaketten der Universität Kolarčevo (1968), des Stadtmuseums Belgrad (1973), der SANU (1978) für einen hervorragenden Beitrag zur Erforschung der Architektur.
Mit einer Studienbewilligung der Französischen Regierung studierte er bei dem einflussreichen Byzantinisten Gabriel Millet (1867–1953) in Paris, wo er sich mit Picasso, Sava Šumanović, Rastko Petrović und Le Corbusier anfreundete. Anfang der 1930er wurde er zum Professor an der Architektonischen Fakultät in Belgrad berufen. Er lehrte die Architektur des Mittelalters und insbesondere der Byzantinischen Architektur. Nachdem die Strömung der Neobyzantinischen Architektur durch die Russischen Emigranten in Jugoslawien und die Förderung der Stilrichtung durch König Alexander I. von Jugoslawien in Belgrad und dem Königreich Jugoslawien einflussreiche Befürworter fand, beteiligte sich Deroko an den Projekten der Konkurse der beiden größten Kirchenbauten Belgrads in den Ausschreibungen zum Bau des Doms des Heiligen Sava (1926) und der Kirche des Heiligen Markus auf dem Tašmajdan (1930). Obwohl er nicht den Hauptpreis erhielt, wurde er 1932 zusammen mit Bogdan Nestorović von Patriarch Varnava für eine Synthese aus den beiden eingereichten Skizzen berufen. 1935 begannen die Arbeiten an der Kirche, die zwischen 1941 und 1985 ruhten.
Mit Petar Anagnosti vollendete er 1939–1940 das Gebäude der Theologischen Fakultät in Belgrad. 1927 hatte er noch die Privatvilla des Oberst Elezović mit Elementen der Neobyzantinischen Strömung als Stadtpalais entworfen.

### Zweiter Weltkrieg
Im Zweiten Weltkrieg wurde Deroko als Reserveoffizier in die Jugoslawische Armee einberufen. Er wurde im Gefängnis in Sarajewo interniert und konnte von dort während eines Transportes entfliehen. Nach seiner Rückkehr nach Belgrad wurde er von der Gestapo verhaftet und verbrachte drei Wochen im Lager Banjica.

## Werk

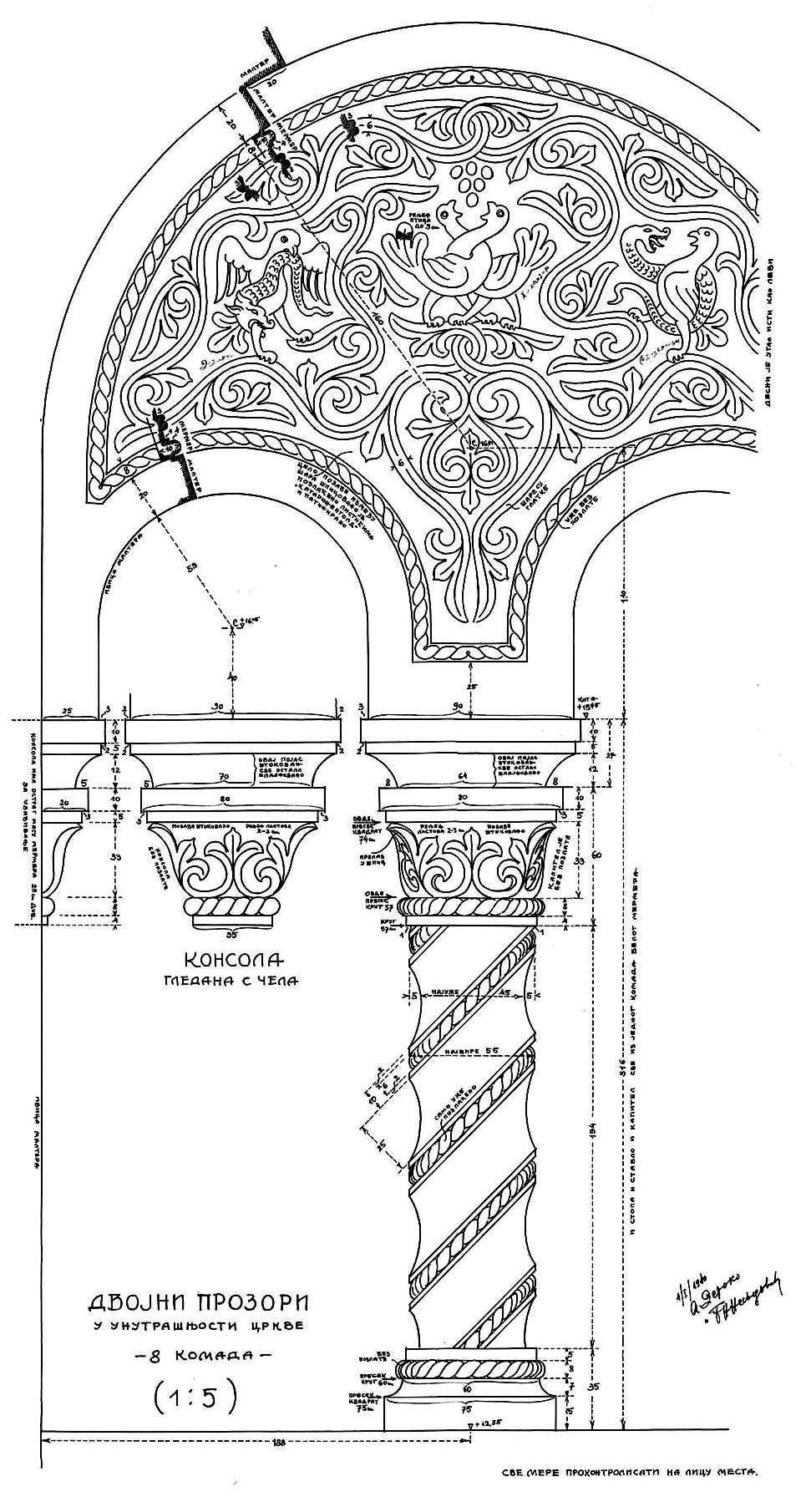
Der Auseinandersetzung mit der Relief-Ornamentik der Serbischen Mittelalterlichen Kunst sind die Entwürfe für die Biforien im Dom des Heiligen Sava in Belgrad verpflichtet. Die Entwürfe Derokos wurde wie bei den 1940 entworfenen Biforien erst Anfang der 2000er ausgeführt.

Deroko wurde zu einem einflussreichen Autor im Studium und der Erforschung der Volksarchitektur sowie im architektonischen Erbe der mittelalterlichen Klöster und Festungsanlagen in Serbien, Makedonien, Montenegro und Bosnien und der Herzegowina sowie auch insbesondere auf dem Heiligen Berg Athos in Griechenland. Deroko illustrierte die in Feldarbeit gewonnenen Erkenntnisse mit präzisen Skizzen von Grundrissen und Ornamenten der Gebäude. Seine Bücher wurden durch die von ihm angefertigten künstlerisch hochwertigen Grafiken Objekte der grafischen Kunst.
Als Autor hatte er neben Kirchen insbesondere Villen, Residenzen und Memorialkomplexe entworfen.

## Diverses
Die Pošta Srbije gab zum 125. Geburtstag am 14. November 2019 einen Ersttagsbrief sowie Postmarke mit Konterfei Derokos sowie Grundriss des Doms des Heiligen Sava heraus.

## Weblink
- Biographischer Eintrag der SANU